# 九州风神

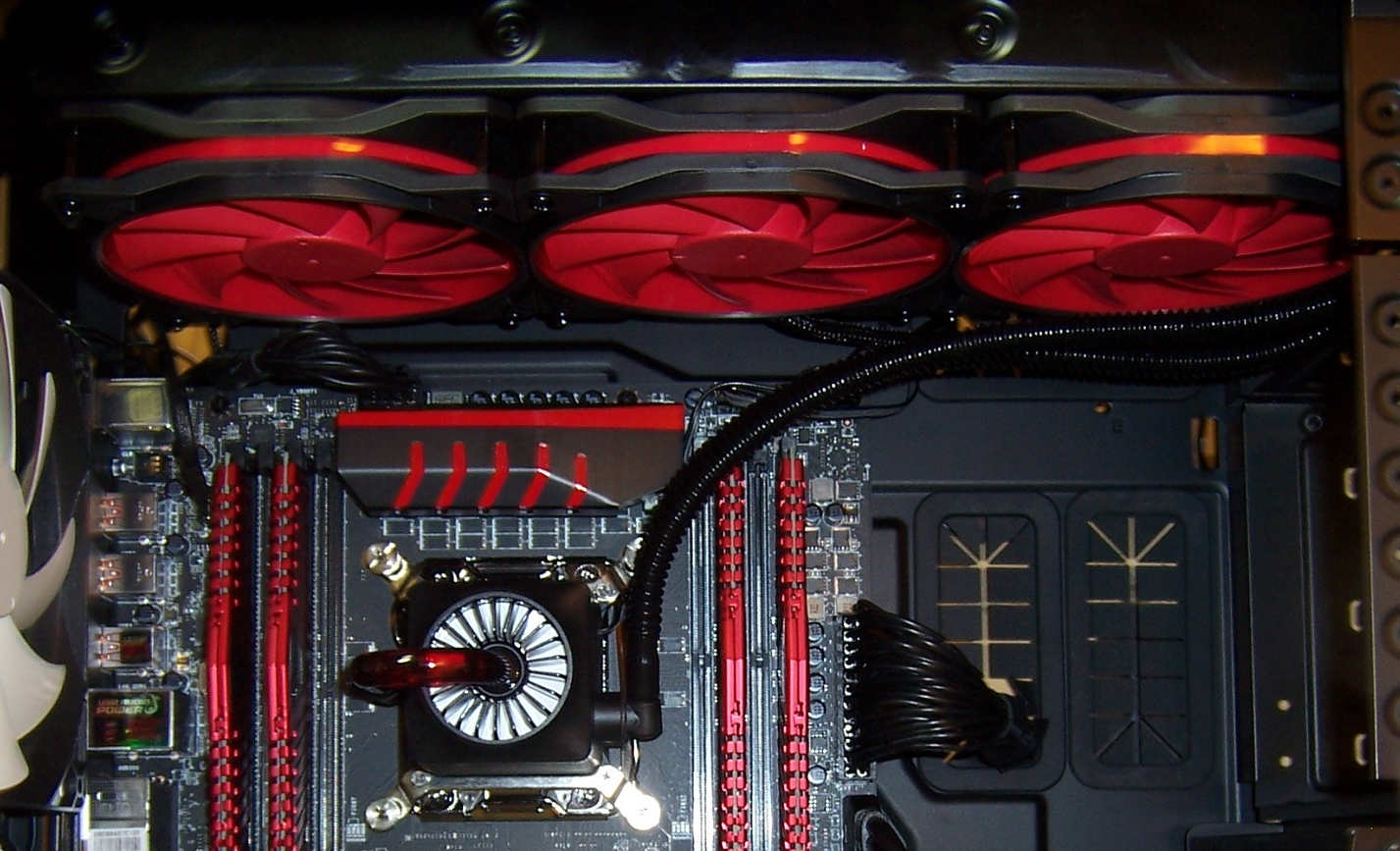
安装在机箱內的九州风神的电脑水冷

九州风神（英語：DeepCool）是一家中国计算机硬件廠商，总部位于北京。该公司成立于1996年，2000年開始投產生產產品。九州风神主要生产電腦硬體冷卻設備、散熱風扇、机箱、電源供應器、電腦外部设备。九州风神在深圳市设有工厂。
2020年，九州風神試圖在創業板上市，但於2022年被駁回。2024年6月，该公司向俄罗斯的公司出售的產品被指用於俄羅斯入侵烏克蘭而受到美国制裁。